# Steinhausen an der Rottum
Steinhausen an der Rottum è un comune tedesco di 2 186 abitanti situato nel land del Baden-Württemberg.